# Eufriesea chalybaea
Eufriesea chalybaea är en biart som först beskrevs av Heinrich Friese 1923.  Eufriesea chalybaea ingår i släktet Eufriesea, tribus orkidébin, och familjen långtungebin. Inga underarter finns listade.